# Calesia karschi
Calesia karschi là một loài bướm đêm trong họ Erebidae.